# Шлезвіг-Гольштейн
Шлéзвіг-Гольшта́йн (нім. Land Schleswig-Holstein) — земля Федеративної Республіки Німеччина. Розташована в північній частині країни. Столиця — місто Кіль. Сусідами землі є Нижня Саксонія, Мекленбург-Передня Померанія, Гамбург і Данія. Утворена 23 серпня 1946 року. Площа — 15.799,65 км². Населення — 2 910 875 (на 31 грудня 2020). На теренах землі розмовляють німецькою, нижньонімецькою, данською і фризькою.   ХДС, Зелені і ВДП очолюють земельний уряд. Голова уряду —  Даніель Ґюнтер (СДПН) (від травня 2017). За результами виборів до ландтагу, що відбулися 7 травня 2017 року, в ньому представлені такі партії: ХДС (25 депутатів), СДПН (21), Зелені (10) і ВДП (9), АдН (4), СПВ (3) та позафракційний (1). Має 4 депутатів у Бундесраті, верхній палаті парламенту Німеччини. Валовий внутрішній продукт землі складає 93,37 млрд € (2017). Борг землі становить 31,820 млрд € (31 грудня 2015). Рівень безробіття — 4,9 % (листопад 2019). Міжнародний код — DE-SH.

## Назва
- Шлезвіґ-Гольштейн (нім. Schleswig-Holstein) — офіційна українська назва згідно з Газетирем[9]
- Шле́звіґ-Гольшта́йн (нім. Schleswig-Holstein) — транскрипція з урахуванням правопису та сучасної літературної вимови.
- Шле́звіг-Гольште́йн (нім. Schleswig-Holstein, ниж.-нім. Sleswig-Holsteen) — найпоширеніша назва землі в сучасній українській мові.
- Шле́звіг-Гольште́йнська земля́ (нім. Land Schleswig-Holstein, ниж.-нім. Land Sleswig-Holsteen) — назва землі з урахуванням адміністративного статусу.
- Шле́звіг-Гольшти́нія — українська транскрипція російської назви XVIII—XX ст.[10].
- Слесвікум-Гольса́тія (лат. Slesvicum-Holsatia) — латинська назва.
- Сле́свіґ-Го́льстин (дан. Slesvig-Holsten, Delstat Slesvig-Holsten) — данська назва.
- Сла́свік-Го́льстін (півн.-фриз. Slaswik-Holstiinj, Lönj Slaswik-Holstiinj) — північно-фризька назва.

## Географія
Шлезвіг-Гольштейн розташований на півдні Ютландського півосторова між Балтійським морем на сході і Північно-Німецьким морем на заході. Земля межує на півночі з Ютландією (Данія), на півдні — з Гамбургом, Нижньою Саксонією і Мекленбург-Передньою Померанією. Південно-західним кордоном, що відділяє Шлезвіг-Гольштейн від Нижньої Саксонії слугує річка Ельба.
Міста: Любек, Шлезвіг, Фленсбург, Ютерзен, Гузум
Через центр землі, від Кіля до Брунсбюттеля пролягяє Кільський канал, який сполучає Балтійське і Північно-Німецьке море.

## Історія

### Герцогства
Шлезвіг і Гольштейн були двома герцогствами під правлінням данських королів з 1460 року, але вони не були частиною королівства. Більшість населення становили німці, а Гольштейн був членом Рейнського союзу, створеного в 1815 році. У 1761 році герцог Гольштейн-Готторпський став імператором Росії під ім'ям Петро III. Петро III планував напасти на Данію, щоб повернути Гольштейн-Готторпські володіння, приєднані до Шлезвігу. Імператриця Катерина II в 1767 році уклала договір з Данією про союз, підтверджений трактатом 1773 року (так званий Царскосельський трактат), який повністю врегулював «готторпське питання». Згідно з укладеним трактатом, спадкоємець російського престолу Павло I, що був одночасно Гольштейн-Готторпським герцогом, відмовлявся на користь Данії від готторпської спадщини в обмін на Ольденбурзьке і Дельменгорстське графства в Північній Німеччині, правителем яких став Фрідріх Август I Ольденбурзький. В результаті такого рішення весь Шлезвіг-Гольштейн увійшов до складу Данії. 
У 1848 році прусські війська вступили до Шлезвіґу і таким чином почалася Дансько-прусська війна, що закінчилася миром 2 липня 1850 року. З того часу Шлезвіг-Гольштейн був повернутий до статусу, що існував до війни. Шлезвіг отримавши особливе данське управління; Гольштейн і Лауенбург, будучи членами Німецького союзу, залишалися під владою Данії; порядок престолонаслідування був визнаний загальний для Данії і герцогств, а саме на користь данського принца-наступника Християна Глюксбурзького.
Гольштейнці спробували на свій ризик продовжувати війну з Данією, але були розбиті в битві при Іштедте 24-25 липня 1850 року. Їх розрахунки на підтримку з боку Пруссії не виправдалися. 29 листопада 1850 року в Ольмюці прусський уряд, на вимогу Росії й Австрії, змушений був відмовитися від підтримки революційного руху у Шлезвіг-Гольштейні. Туди була надіслана комісія для приборкання повстання в супроводі австрійських військ. Тимчасовий шлезвіг-гольштейнський уряд усунувся від влади. Гольштейн був зайнятий австрійцями, данцями Шлезвіг.
Шлезвіг-Гольштейном фактично почали керувати як данською провінцією. Герцогства Шлезвіг і Гольштейн, однак, зберігали свої старі привілеї, місцеві закони і становили особливий митний округ. У Готторпі (до 1846 року) перебував данський намісник, а вища урядова установа для герцогств становила так звана німецька канцелярія в Копенгагені.

### Провінція
Згідно з Празьким мирним договором від 23 серпня 1866 року Австрійська імперія поступилася герцогствами Шлезвіг і Гольшейн на користь Пруссії. Одна зі статей договору передбачала плебісцит населення у Північному Шлезвіґу про приєднання до Данії або Пруссії, але цей пункт проігнорували, а через 12 років — скасували. Паралельно, 27 вересня 1866 року Прусія уклала іншу угоду із великим герцогом Петером Ольденбурзьким, за якою він зрікався своїх претензій на спадщину у Шлезвіґу й Гольштейні за 1 мільйон талерів. 12 січня 1867 року Прусія об'єднала обидва герцогства, проголосивши створення Шлезвіг-Гольштинської провінції.
1895 року німецька влада завершила будівництво Кільського каналу (каналу імператора Вільгельма), що скоротив час проходу між Балтійським і Північно-Німецькими морями.
1890 року, згідно з Занзібарським договором, Велика Британія повернула Німеччині острови Гельголанд, які увійшли до складу Шлезвіг-Гольштейнської провінції.
Після поразки Німеччини у Першій Світовій війні країна уклала Версальський договір від 28 червня 1919 року, який вимагав провести на території Шлезвіґу плебісцит населення про приналежність до Данії. 10 лютого і 14 березня 1920 року, під наглядом спостерігачів від країн Антанти, відбулося два плебісцити у Північному і Центральному Шлезвіґу. Населення північних областей проголосували за приєднання до Данії (74.9 %, 75.431 особа), а центральних — за залишення у Німеччині (80.2 %, 51,742 особи). 15 червня того ж року Північний Шлезвіг (Апенрадський, Гадерслебенський, Зондебурзький повіти) увійшов до складу Данії й отримав назву Південна Ютландія. 1921 року було визначено новий дансько-німецький кордон.

### Земля
23 серпня 1946 року на території Шлезвіг-Гольштейнської провінції була утворена Шлезвіг-Гольштейнська федеральна земля Німеччини

## Адміністративний поділ

### Повіти
|                        | Герцогство Лауенбург | Kreis Herzogtum Lauenburg    | Адміністративний поділ |
|                        | Дітмаршен            | Kreis Dithmarschen           | Адміністративний поділ |
|                        | Північна Фризія      | Kreis Nordfriesland          | Адміністративний поділ |
|                        | Східний Гольштейн    | Kreis Ostholstein            | Адміністративний поділ |
|                        | Піннеберг            | Kreis Pinneberg              | Адміністративний поділ |
|                        | Плен                 | Kreis Plön                   | Адміністративний поділ |
|                        | Рендсбург-Екернферде | Kreis Rendsburg-Eckernfoerde | Адміністративний поділ |
|                        | Шлезвіг-Фленсбург    | Kreis Schleswig-Flensburg    | Адміністративний поділ |
|                        | Зегеберг             | Kreis Segeberg               | Адміністративний поділ |
|                        | Штайнбург            | Kreis Steinburg              | Адміністративний поділ |
|                        | Штормарн             | Kreis Stormarn               | Адміністративний поділ |
| Адміністративний поділ |                      |                              | Адміністративний поділ |
|                        |                      |                              |                        |

4 міст на правах району:
1. Кіль (KL)
2. Любек (HL)
3. Ноймюнстер (NMS)
4. Фленсбург (FL)

## Ляндтаґ

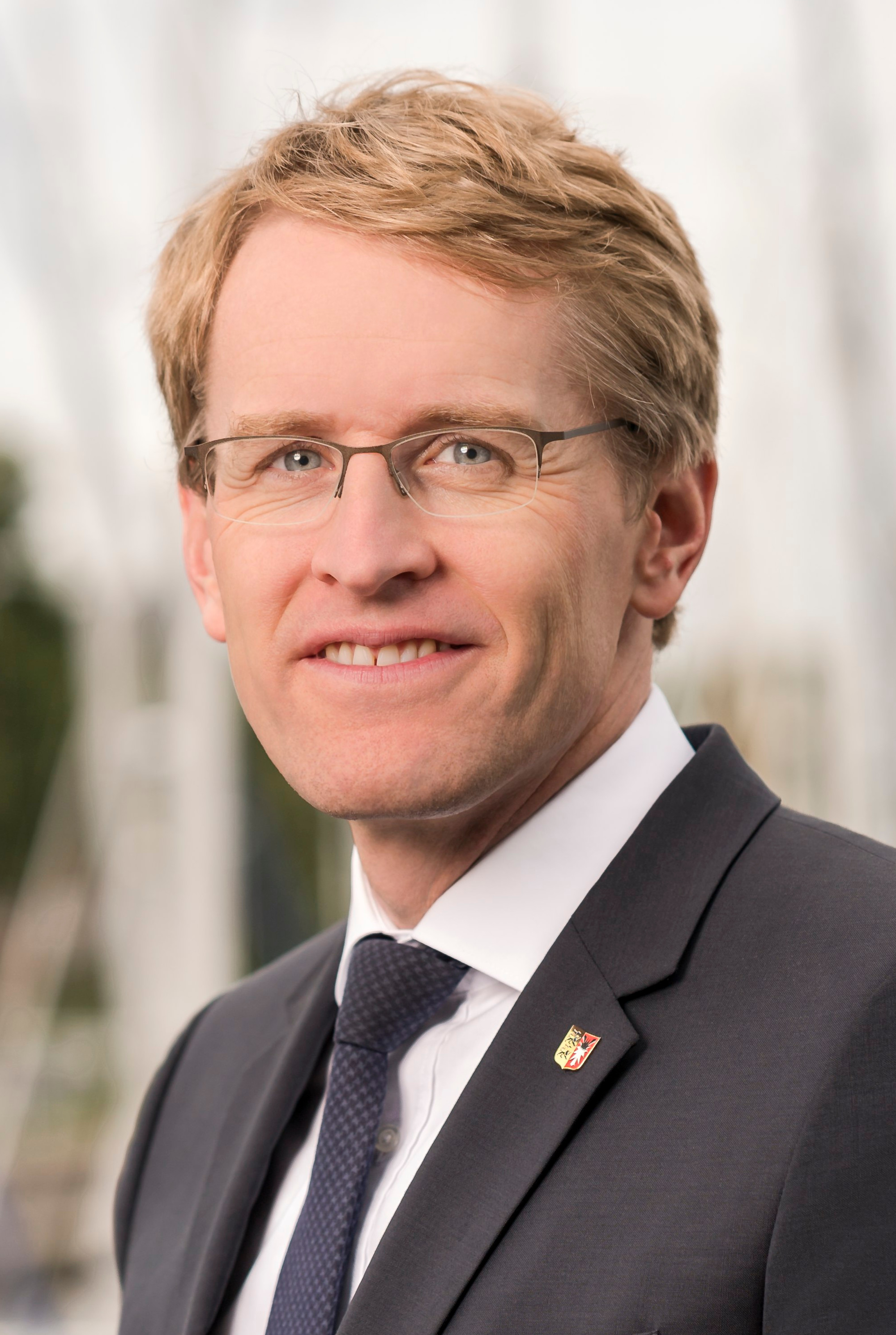
Даніель Ґюнтер, голова земельного уряду з 28 червня 2017 року.

Розподіл місць у Шлезвіг-Гольштейнському ландтазі за результатами виборів 2022 року. Уряд очолює коаліція ХДС, Зелених і ВДП.

Розподіл 69 місць: 

## Промисловість
Розвинуті суднобудування, виробництво електричного й інженерного устаткування, харчова промисловість.

## Населення
В землі розмовляють німецькою (бл. 2,7 млн мовців), нижньонімецькою (бл. 1,3 млн мовців), данською (бл. 65 тисяч мовців), фризькою (бл. 10 тисяч мовців).

### Довідники
- Факти про Німеччину / ред. Жанет Шаян, Сабіне Гіле; пер. Володимир Шелест. — Франкфурт-на-Майні : Зоцієтетс-Ферляґ, 2010. — ISBN 978-3-7973-1211-2.
- Шлезвиг-Гольштиния [Архівовано 31 березня 2022 у Wayback Machine.] // Энциклопедический словарь Брокгауза и Ефрона. Санкт-Петербург, 1903, Т. 39, С. 677—682.